# Gurdwara Bangla Sahib

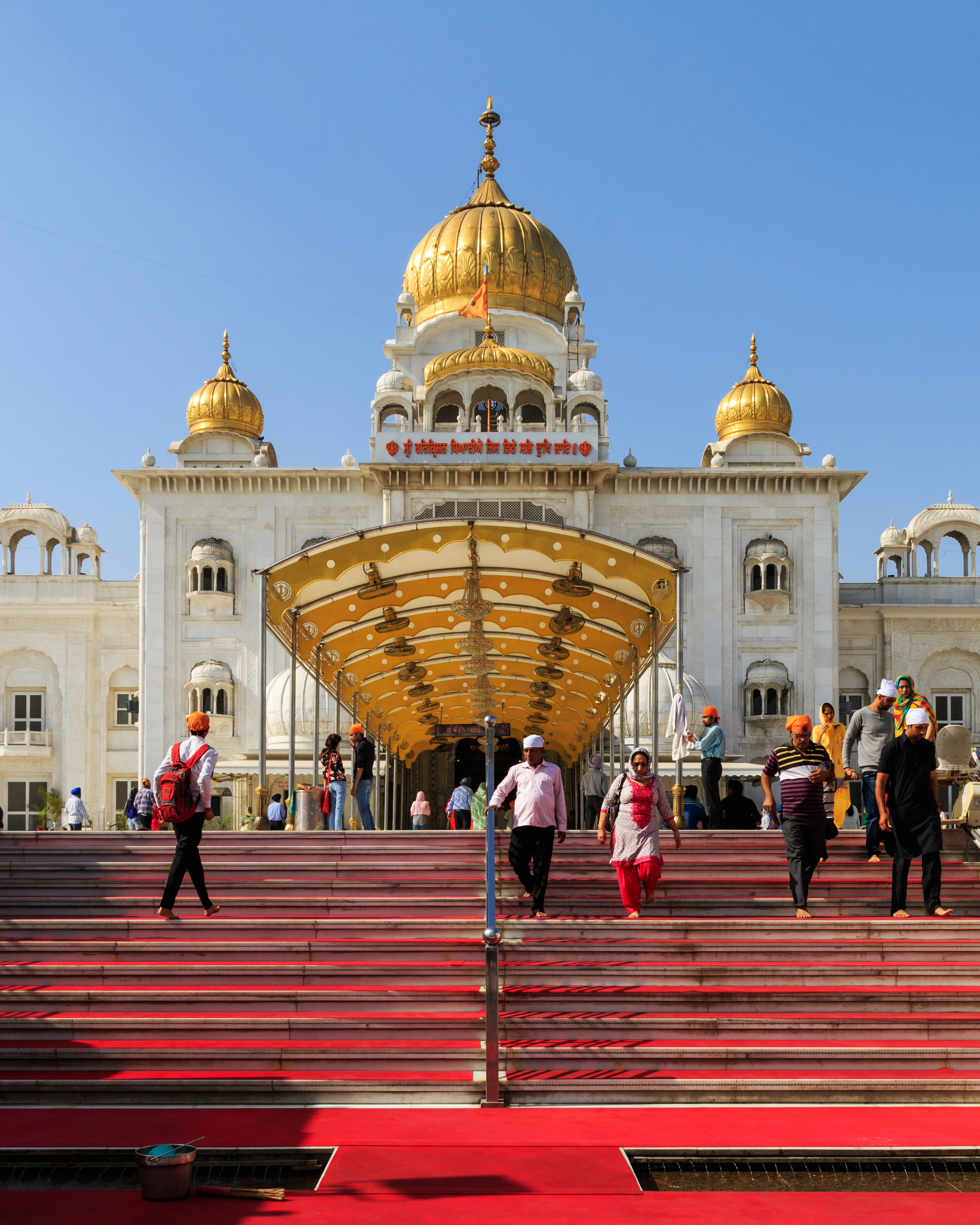
Templo Gurdwara Bangla Sahib.

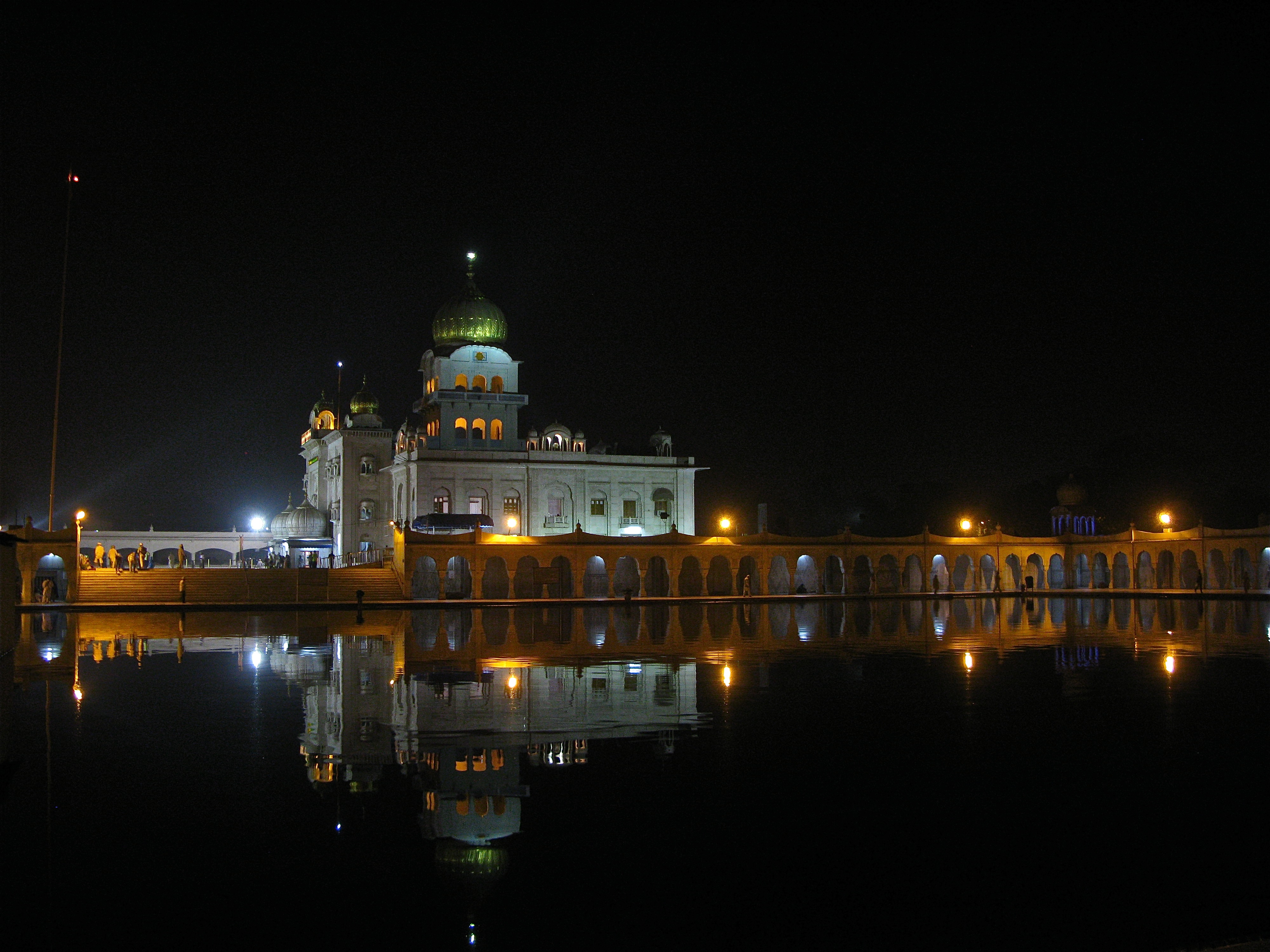
Vista nocturna de Gurdwara Bangla Sahib y del Sarovar.

El Gurdwara Bangla Sahib (en hindi: गुरुद्वारा बंगला साहिब) es el principal templo sij de la ciudad de Delhi (en la India). Situado muy cerca de la céntrica Connaught Place, su estructura se reconoce de inmediato por su peculiar cúpula dorada.
El Gurdwara Bangla Sahib fue originariamente un palacio, conocido como Jaisinghpura, edificio propiedad del rash Jai Singh, gobernante de la India del siglo XVII. El octavo gurú sij, Gurú Har Krishan, residió en ella durante su estancia en Delhi en el año 1664.
En esa época, una epidemia de cólera asoló la ciudad. El gurú ayudó a los afectados ofreciendo ayuda y agua fresca procedente del pozo de la casa. El agua de este pozo es ahora considerada como curativa. Sijs de todo el mundo acuden al templo para recoger el agua milagrosa y llevarla hasta sus hogares. El Gurdwara se ha convertido en un centro de peregrinación no sólo para los sijs sino también para los hindúes.
El complejo incluye un templo, cocina, un estanque, una escuela y una galería de arte. El templo está construido en mármol, incluido el suelo. La zona que rodea el estanque tiene un pavimento realizado en colores vivos y con dibujos geométricos. El estanque está rodeado por una serie de columnas que forman una especie de claustro.